# 1976 a sportban
1976 főbb sporteseményei a következők voltak:
- 1975. december 28. – 1976. január 4. Tenisz Australian Open, Melbourne
- január 3–10. Vitorlázó világbajnokság, Finn dingi hajóosztály
- január 13–18. Műkorcsolyázó Európa-bajnokság, Genf
- január 24–25. Gyorskorcsolyázó férfi Európa-bajnokság, Oslo
- január 31. Biatlon világbajnokság, Anterselva
- február 4–15. XII. Téli Olimpiai játékok, Innsbruck
- február 18–23. Légfegyveres Európa-bajnokság, Párizs
- február 21–22. VII. atlétikai fedett pályás Európa-bajnokság, München
- február 21–22. Gyorskorcsolyázó női világbajnokság, Gjövik
- február 28–29. Gyorskorcsolyázó férfi világbajnokság, Heerenveen
- március 2–6. Műkorcsolyázó világbajnokság, Göteborg
- március 6–7. Gyorskorcsolyázó sprint világbajnokság, Nyugat-Berlin
- március 8–13. Jégkorong világbajnokság C csoport, Gdańsk
- március 21–28. Jégkorong világbajnokság B csoport, Bern, Biel
- március 27. – április 4. X. asztalitenisz Európa-bajnokság, Prága
- április 3–11. Súlyemelő Európa-bajnokság Berlin
- április 6–10. Tollaslabda Európa-bajnokság Dublin
- április 8–25. Jégkorong világbajnokság A csoport, Katowice
- április 18–23. Birkózó Európa-bajnokság, Leningrád
- április 27. – május 16. kerékpár Vuelta ciclista a España, Spanyolország
- május 2–10. Vitorlázó Európa-bajnokság, Finn dingi hajóosztály Port Camargue
- május 5–9. Cselgáncs Európa-bajnokság, Kijev
- május 15–22. XI. Teke világbajnokság, Bécs
- május 20–29. XV. Kosárlabda női Európa-bajnokság, Moulins, Mont-Dore, Vichy, Clermont-Ferrand
- május 21. – június 12. Kerékpár Giro d’Italia, Olaszország
- május 25–30. Koronglövő Európa-bajnokság, Brno
- május 31. – június 13. Tenisz Roland Garros, Párizs
- június 16–20. V. labdarúgó Európa-bajnokság döntő, Belgrád, Zágráb
- június 19–20. Íjász Európa-bajnokság, Koppenhága
- június 21. – július 3. Tenisz Wimbledon, Wimbledon
- június 24. – július 18. kerékpár Tour de France, Franciaország, Belgium
- július 17. – augusztus 1. XXI. nyári olimpiai játékok, Montréal
- augusztus 25–29. Fogathajtó világbajnokság, Apeldoorn
- augusztus 31. – szeptember 3. Uszonyos és búvárúszó világbajnokság, Hannover
- szeptember 1–12. Tenisz US Open, New York
- szeptember 5–8. Kerékpáros pályaverseny világbajnokság (nem olimpiai számok), Monteroni di Lecce
- szeptember 24–26. Tájfutó világbajnokság, Aviemore

## Születések

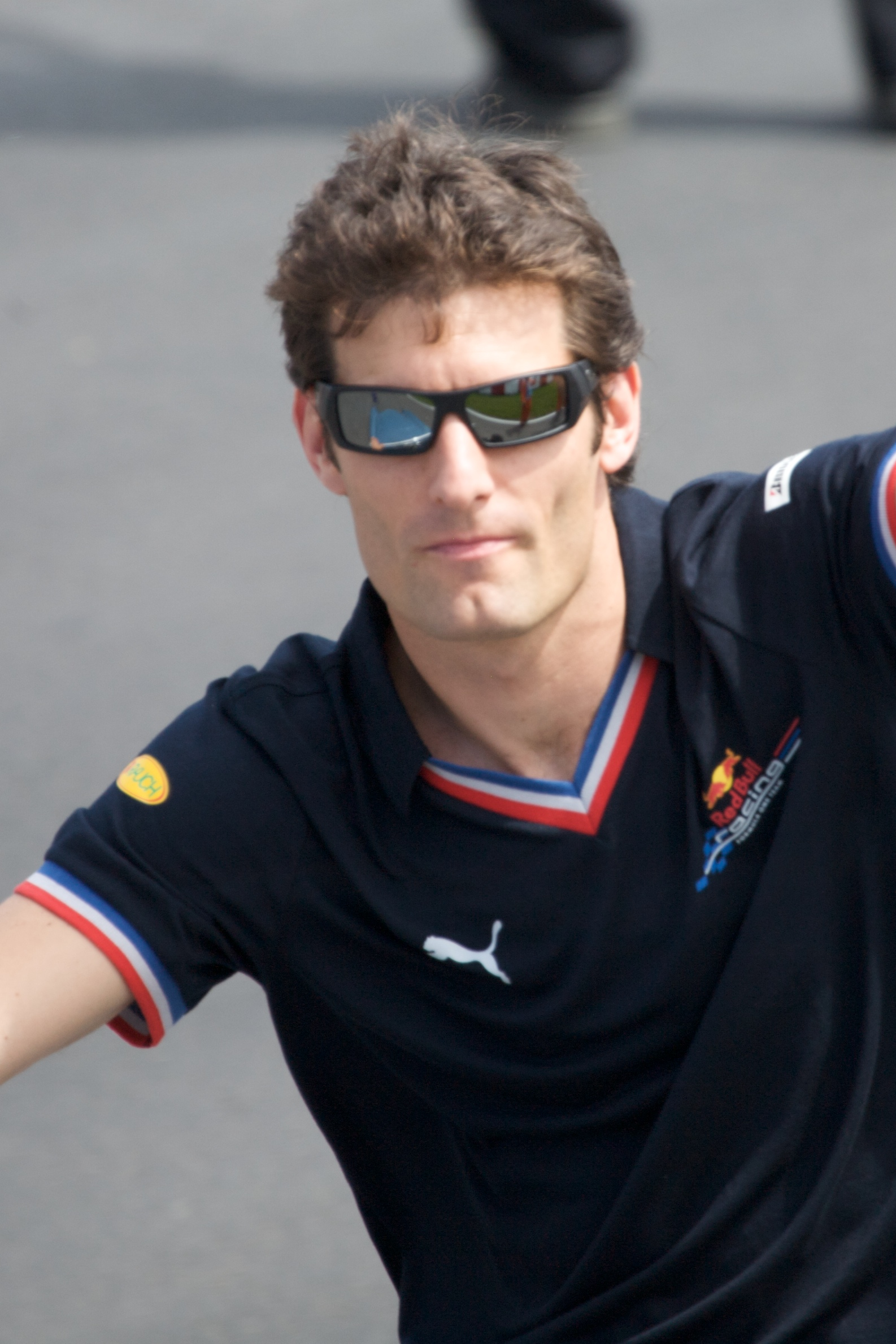
Mark Webber autóversenyző

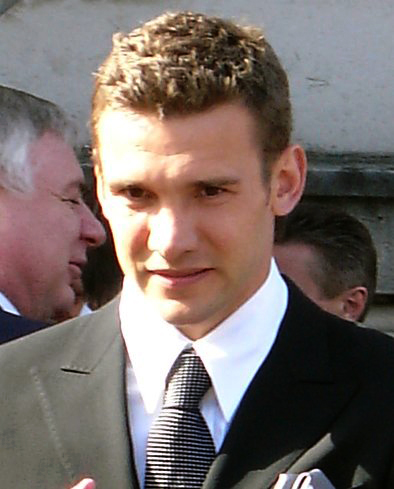
Andrij Sevcsenko labdarúgó

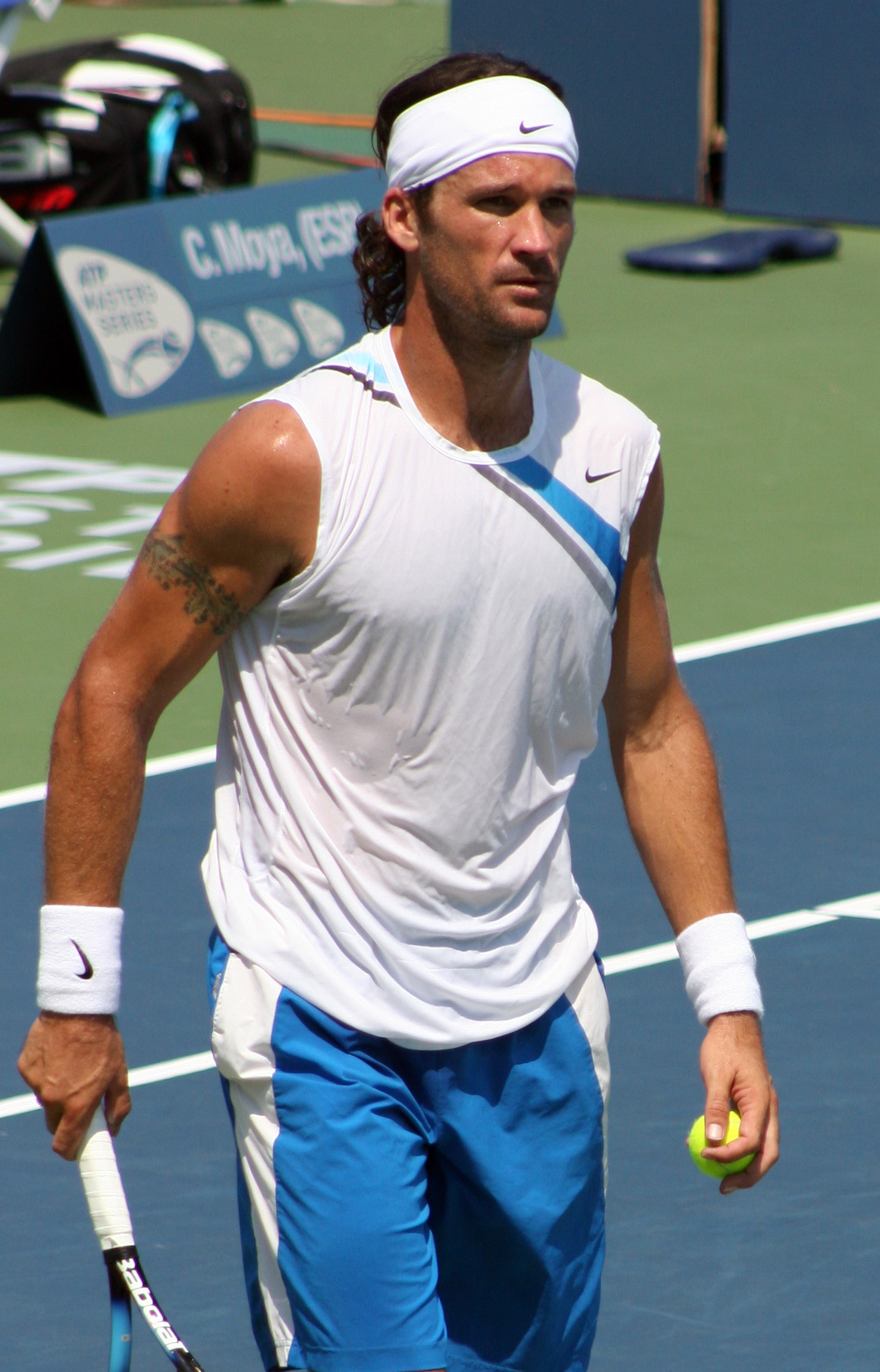
Carlos Moyà Teniszező

- ? – Fadouma Dia, szenegáli nemzetközi női labdarúgó-játékvezető
- ? – Józsa Dávid, magyar világbajnok vitorlázórepülő
- január 2. – Danilo Di Luca, olasz kerékpárversenyző
- január 8. – Vagyim Valentyinovics Jevszejev, orosz válogatott labdarúgó
- január 10. – Lee Jinman, kanadai jégkorongozó
- január 16. – Martina Moravcová, szlovák úszó
- január 19. – Tarso Marques, brazil autóversenyző
- január 20. – Fabio Bencivenga, olasz vízilabdázó
- január 24. – Frano Vićan, olimpiai- és világbajnok horvát vízilabdázó, kapus
- január 27. – An Dzsonghvan, dél-koreai válogatott labdarúgó
- január 29. – Karsten Kroon holland kerékpározó
- február 3. – Sztojan Kolev, bolgár válogatott labdarúgó, edző
- február 5. – Sávolt Attila, magyar teniszező
- február 7. – Jevgenyij Viktorovics Petrocsinyin, orosz jégkorongozó
- február 15. – Óscar Freire, spanyol kerékpározó
- február 18. – Chanda Rubin, amerikai teniszező
- február 26. – Vári Attila, magyar vízilabdázó
- március 5. – Sarunas Jasikevicius, litván kosárlabdázó
- március 6. – Marty Flichel, kanadai jégkorongozó
- március 14. – Christian Michelsen, norvég labdarúgó, edző
- március 16. – Csu Csen, kínai-katari sakkozó, női sakkvilágbajnok (2001–2004), háromszoros olimpiai bajnok
- március 17. – Álvaro Recoba, uruguayi labdarúgó
- március 19.
  - Nino Bule, horvát válogatott labdarúgó
  - Muhtarhan Dildabekov, olimpiai és világbajnoki ezüstérmes kazah amatőr ökölvívó
  - Alessandro Nesta, U21-es Európa-bajnok, világbajnok és Európa-bajnoki ezüstérmes, UEFA-bajnokok ligája-győztes olasz válogatott labdarúgó
- március 23. – Ricardo Zonta, brazil autóversenyző
- március 24. – Peyton Manning, Super Bowl-győztes amerikai NFL-játékos
- március 25. – Vlagyimir Klicsko, olimpiai és világbajnok ukrán nehézsúlyú profi ökölvívó
- március 29.
  - Igor Astarloa, spanyol kerékpárversenyző
  - Jennifer Capriati, amerikai teniszező
- április 1. – Clarence Seedorf, Európa-bajnoki bronzérmes, UEFA-bajnokok ligája győztes holland válogatott labdarúgó, edző
- április 11. – Takahasi Szaiko, japán válogatott labdarúgó
- április 13. – Eric Otogo-Castane, gaboni nemzetközi labdarúgó-játékvezető
- április 22. – Marcin Żewłakow, lengyel válogatott labdarúgó
- április 25.
  - Tim Duncan, olimpiai bronzérmes, NBA-győztes amerikai válogatott kosárlabdázó
  - Rainer Schüttler, német teniszező
- április 30. – Matteo Zennaro, Európa-bajnok, világbajnoki ezüstérmes, olimpiai bronzérmes olasz tőrvívó
- május 3. – Vanda Hădărean, olimpiai ezüst- valamint világ- és Európa-bajnoki bronzérmes román tornász, torna- és fitneszedző
- május 21. – Jeff Dewar, kanadai jégkorongozó
- május 25. – Stefan Holm, svéd atléta
- május 28. – Alekszej Nyemov, orosz tornász
- május 29. – Makino Sindzsi, japán labdarúgó
- május 30. – Roar Ljokelsoy, norvég síugró
- június 3. – Jamie McMurray, amerikai NASCAR-versenyző
- június 8.
  - Chris Szysky, kanadai jégkorongozó
  - Lindsay Davenport, amerikai teniszező
- június 17.
  - Daniela Mărănducă, világbajnok román szertornász, valamint többszörös világ- és Európa-bajnok aerobikos, edző
  - Pjotr Venyiaminovics Szvidler, orosz sakkozó, nemzetközi nagymester
- június 21. – René Aufhauser, osztrák válogatott labdarúgó
- június 22. – Székely Bulcsú, olimpiai és Európa-bajnok magyar válogatott vízilabdázó
- június 23. – Patrick Vieira, világ és Európa-bajnok, konföderációs kupa győztes francia válogatott labdarúgó
- június 24. – Dmitrij Alekszandrovics Szennyikov, orosz válogatott labdarúgó
- július 1.
  - Patrick Kluivert, holland válogatott labdarúgó
  - Ruud van Nistelrooy, holland válogatott labdarúgó
- július 2.
  - Matt Brazier, angol labdarúgó, középpályás († 2019)
  - Georgi Ivanov bolgár válogatott labdarúgó, edző
- július 5. – Nuno Gomes, Európa-bajnoki ezüstérmes portugál válogatott labdarúgó
- július 20. – Alex Yoong, maláj autóversenyző
- július 23. – Polgár Judit, magyar sakkozó
- július 25. – Venio Losert, kétszeres olimpiai bajnok horvát válogatott kézilabdázókapus, edző
- július 27. – Fernando Ricksen,  holland válogatott labdarúgó († 2019)
- augusztus 11. – Nicolas Gillet, konföderációs kupa győztes francia válogatott labdarúgó
- augusztus 15. – Xavier Sabaté, spanyol kézilabdázó és edző
- augusztus 27.
  - Carlos Moyà, spanyol teniszező
  - Mark Webber, ausztrál Formula–1-es versenyző
- augusztus 29. – Almási Zoltán, nemzetközi sakknagymester, ifjúsági világbajnok, nyolcszoros magyar bajnok
- augusztus 31. – Grábics Mónika, sakkozó, női nemzetközi nagymester, magyar bajnok
- szeptember 2. – Bernard Tchoutang, afrikai nemzetek kupája győztes kameruni válogatott labdarúgó
- szeptember 5. – Cseh Sándor, magyar vízilabdázó, edző
- szeptember 8.
  - Tyson Holly, kanadai jégkorongozó
  - Sjeng Schalken, holland teniszező
- szeptember 9. – Hanno Möttölä, finn válogatott kosárlabdázó
- szeptember 10.
  - Gustavo Kuerten, brazil teniszező
  - Pompiliu Stoica, román válogatott labdarúgó
- szeptember 11. – Tomáš Enge, cseh autóversenyző
- szeptember 14. – Agustín Calleri, argentin teniszező
- szeptember 22. – Ronaldo, olimpiai bronzérmes, világbajnok, Copa América-győztes, konföderációs kupa győztes, aranylabdás brazil válogatott labdarúgó
- szeptember 26.
  - Michael Ballack, német válogatott labdarúgó
  - Chauncey Billups, világ-, Amerika- és NBA-bajnok amerikai válogatott kosárlabdázó, edző, Naismith Memorial Basketball Hall of Fame-tag
- szeptember 27. – Francesco Totti, olasz válogatott labdarúgó
- szeptember 29.
  - Oscar Sevilla, spanyol kerékpárversenyző
  - Andrij Mikolajovics Sevcsenko, ukrán válogatott labdarúgó
- október 2.
  - Raúl Guerrón, ecuadori válogatott labdarúgó
  - Kulcsár Anita, Európa-bajnok, olimpiai és világbajnoki ezüstérmes magyar válogatott kézilabdázó
- október 4. – Danilo Ikodinović, szerb vízilabdázó
- október 16. – Szergej Vlagyimirovics Lucsinkin, orosz jégkorongozó
- október 26. – Filipe Clemente de Souza, makaói autóversenyző
- október 29. – Hszü Jü-hua, kínai sakkozó, női sakkvilágbajnok (2006–2008), háromszoros olimpiai bajnok
- november 7. – Mark Philippoussis, ausztrál teniszező
- november 10. – Steffen Iversen, norvég válogatott labdarúgó
- november 13. – Albina Ahatova, orosz biatlonversenyző
- november 14. – Vanni Sartini, olasz labdarúgóedző
- november 16. – Mauricio Hanuch, argentin labdarúgó († 2020)
- november 17. – Fabrice Lepaul, francia labdarúgó († 2020)
- november 29. – Lindsay Benko, világ- és olimpiai bajnok amerikai úszó
- december 1. – Mobi Oparaku, olimpiai bajnok nigériai válogatott labdarúgó
- december 7. – Therese Sagno, guineai nemzetközi női labdarúgó-játékvezető
- december 11. – Bodrogi László, magyar kerékpárversenyző
- december 21. – Mirela Manjani, albán származású, görög világ- és Európa-bajnok, valamint olimpiai ezüst- és bronzérmes gerelyhajítónő
- december 25. – Petar Metličić, olimpia és világbajnok horvát válogatott kézilabdázó
- december 30. – Wilson Oruma, olimpiai bajnok nigériai válogatott labdarúgó

## Halálozások
- ? – Alexandru Cuedan, román válogatott labdarúgó (- 1910)
- január 5. – Takács Károly, olimpiai és világbajnok magyar sportlövő (* 1910)
- január 7. – Frans Persson, olimpiai bajnok svéd tornász (* 1891)
- február 7.
  - William Greggan, olimpiai ezüstérmes brit kötélhúzó (* 1882)
  - Knud Kirkeløkke, olimpiai ezüstérmes dán tornász (* 1892)
- február 13. – William Herald, olimpiai ezüstérmes ausztrál úszó (* 1900)
- február 16. – Torkild Garp, olimpiai ezüstérmes dán tornász (* 1883)
- március 1. – Rube Foster, World Series bajnok amerikai baseballjátékos (* 1888
- március 11. – Larry Gardner, World Series bajnok amerikai baseballjátékos (* 1886)
- május 8. – August Heim, olimpiai és világbajnoki bronzérmes német tőr- és kardvívó, edző (* 1904)
- május 22. – Oscar Bonavena, argentin ökölvívó (* 1942)
- június 22. – Csík Tibor, olimpiai bajnok magyar ökölvívó (* 1927)
- június 30. – Firpo Marberry, World Series bajnok amerikai baseballjátékos (* 1898)
- július 6. – Anna Hübler, olimpiai és világbajnok német műkorcsolyázó (* 1885)
- július 16. – Wilhelmina von Bremen, olimpiai bajnok amerikai atléta (* 1909)
- szeptember 2. – Vágó Zoltán, magyar labdarúgó, labdarúgóedző (* 1892)
- szeptember 25. – Red Faber, World Series bajnok amerikai baseballjátékos (* 1888)
- október 16. – Boros Péter, tornász (* 1908)
- október 25. – John Sörenson, kétszeres olimpiai bajnok svéd tornász (* 1889)
- november 19. – Frank Kellert, World Series bajnok amerikai baseballjátékos (* 1924)
- december 9. – Thor Jensen, olimpiai bronzérmes norvég tornász (* 1880)